# موريس بلومفيلد
موريس بلومفيلد (بالإنجليزية: Maurice Bloomfield)‏ هو لغوي أمريكي، ولد في 23 فبراير 1855 في Bielsko ‏ في بولندا، وتوفي في 12 يونيو 1928 في سان فرانسيسكو في الولايات المتحدة.